# Steinbrunn-le-Haut
Steinbrunn-le-Haut (deutsch Obersteinbrunn) ist eine französische Gemeinde mit 670 Einwohnern (Stand 1. Januar 2022) im Département Haut-Rhin in der Region Grand Est (bis 2015 Elsass). Sie gehört zum Arrondissement Mulhouse, zum Kanton Brunstatt-Didenheim und zum Gemeindeverband Saint-Louis Agglomération.

## Geografie
Die Gemeinde Steinbrunn-le-Haut liegt im Sundgau, etwa zwölf Kilometer südlich von Mülhausen.
Von den 921 Hektar, die das Gemeindegebiet umfasst, werden ungefähr 600 landwirtschaftlich genutzt. Rund 150 Hektar sind bewaldet.
Nachbargemeinden von Steinbrunn-le-Haut sind Steinbrunn-le-Bas im Nordosten, Rantzwiller im Osten, Wahlbach im Süden, Obermorschwiller im Südwesten, und Luemschwiller im Westen sowie Zillisheim im Nordwesten.

## Geschichte
Auf der Gemarkung wurden Reste eines römischen Gutshofs entdeckt. Bis 1324 zur Grafschaft Pfirt gehörend, dann habsburgisch bis 1648. Im Westfälischen Frieden Übergang an Frankreich.
Ortsadelige waren aufeinanderfolgend die Herren von Steinbrunn, Friedrich von Teck, Heinrich von Maseveaux, die Herren von Staufen, dann Henemann von Reinach. Jakob von Reinach begründete den Zweig derer von Reinach-Steinbrunn (erloschen 1838). Die Reinacher bauten zwei Schlösser, das eine ging nach der Revolution ab. Das andere ist ein gut erhaltener Barockbau (im Keller datiert 1689), heute Mairie. Sonnenuhr von 1764. Im 19. Jahrhundert gab es im Dorf eine jüdische Schule und eine Synagoge.
Von 1871 bis zum Ende des Ersten Weltkrieges gehörte Obersteinbrunn als Teil des Reichslandes Elsaß-Lothringen zum Deutschen Reich und war dem Kreis Mülhausen im Bezirk Oberelsaß zugeordnet.

### Bevölkerungsentwicklung
| Jahr      | 1910 | 1962 | 1968 | 1975 | 1982 | 1990 | 1999 | 2006 | 2017 |
| Einwohner | 650  | 397  | 435  | 421  | 491  | 528  | 539  | 590  | 583  |

## Sehenswürdigkeiten
Die Kirche in Steinbrunn-le-Haut mit asymmetrisch angeordnetem Chor und Schiff, ist dem Heiligen Mauritius und der Muttergottes des Skapuliers geweiht. Zur barocken Ausstattung der Kirche zählen Steinfiguren beiderseits der Seitentür und in den Seitenaltären, der Hauptaltar mit einem Tabernakel aus dem Jahr 1687, der Flügelaltar aus dem Jahr 1530 sowie ein auf 1626 datiertes Taufbecken. Eine Besonderheit stellt die Sonnenuhr mit der Jahreszahl 1866 an der Südostseite des Kirchenschiffes dar.
Auf dem die Südostseite der Kirche angrenzenden Teil des Friedhofes befindet sich eine kleine Kapelle mit zwei Grabplatten aus dem 16. Jahrhundert. Eine Platte zeigt die acht Wappen der Familien Reinach, Krebs von Mülheim, Zorn von Bulach, Degelin von Wangen, Payer von Hagenwyl, Falkenstein, von Andlau und Pforr, ein anderer Stein zeigt einen kriechenden Hirsch, das Wappen der Ritterfamilie von Hirtzbach, die von 1274 bis 1477 nachgewiesen ist.
Die Pläne für die ehemalige Mairie-École, heute Schulhaus, lieferte der Stadtbaumeister von Mülhausen Jean-Baptiste Schacre, einer der bedeutendsten Architekten im Oberelsass des 19. Jahrhunderts.
Einige Fachwerkhäuser aus vergangenen Jahrhunderten sind erhalten geblieben.
|  |  |  |

## Nachweise
1. ↑  A. Munck u. a.: Le Guide du Sundgau. Strasbourg 1989, S. 242.
2. 1 2  Gemeindeverzeichnis Deutschland 1900 – Kreis Mülhausen
3. ↑  POP, la plateforme ouverte du patrimoine. Abgerufen am 30. April 2025.